# C. A. Robins
Charles Armington Robins (8 décembre 1884 - 20 septembre 1970) est un médecin américain et le 22e gouverneur de l'Idaho.

## Jeunesse
Né dans l'Iowa à Defiance dans le comté de Shelby, à l'âge de quatre ans, Robins déménage vers l'ouest avec sa famille au Colorado, s'installant à La Junte du comté d'Otero. Il est diplômé en 1907 du William Jewell College à Liberty, Missouri, il enseigne ensuite dans des lycées du Missouri, du Colorado, du Montana et du Mississippi. Il entre à la faculté de médecine en 1913 au Rush Medical College de l'Université de Chicago, travaillant à divers emplois de nuit pour subvenir à ses besoins, et obtient son doctorat en médecine en 1917.

## Carrière
Pendant la Première Guerre mondiale, Robins s'engage dans le corps médical de l'armée américaine en août 1918 en tant que premier lieutenant et termine son service militaire le 16 décembre 1918. Bénéficiant d'un transport gratuit par le Great Northern Railway pour visiter deux villes qui avaient besoin de médecins, il quitte Chicago la semaine suivante. Il arrive à St. Maries, dans l'Idaho, la veille de Noël et la choisit plutôt que Three Forks, dans le Montana, et y reste pendant 28 ans, jusqu'à ce qu'il soit élu gouverneur,. Pendant une génération, Robins a accouché presque tous les bébés du comté de Benewah.
Robins est membre du Sénat de l'État pendant quatre mandats, de 1939 à 1947. Il se présente au poste de gouverneur en 1946 et est le premier de l'Idaho à être élu pour un mandat de quatre ans ; tous les gouverneurs précédents avaient été élus pour des mandats de deux ans. Il bat facilement le sortant, Arnold Williams, qui a obtenu le poste lorsque son prédécesseur, Charles Gossett (en), a démissionné pour être immédiatement nommé par Williams à un siège vacant au Sénat américain,.
Le nouveau mandat de quatre ans ne permet pas de se représenter, jusqu'en 1958 donc Robins et son successeur républicain en 1950, Len Jordan, effectuent des mandats uniques de quatre ans. La constitution de l’État est modifiée ultérieurement, après avoir reçu l’approbation des électeurs lors des élections générales de 1956.
Robins est délégué à la Convention nationale républicaine en 1948 alors qu'il est gouverneur. N'ayant pas été autorisé à briguer un second mandat en 1950, il se présente au Sénat américain, mais est battu lors des primaires d'août par Herman Welker,.
Après avoir quitté le poste de gouverneur en 1951 à l'âge de 66 ans, Robins déménage sa résidence de St. Maries à Lewiston et devient le directeur médical du district du nord de l'Idaho du Medical Service Bureau, plus tard connu sous le nom de Regence Blue Shield.

## Vie privée
Robins épouse Marguerite Sherman Granberry (1892–1938) le 8 juillet 1919 à Hazlehurst, Mississippi ; elle est décédée à l'âge de 46 ans en mai 1938 et ils n'ont pas  d'enfants. Il épouse Patricia Simpson (1914–1993) de St. Maries, l'une de ses infirmières, en novembre 1939 et ils ont trois filles : Patricia, Paula et Rebecca.
Il est membre de la Légion américaine, de l'Association médicale américaine, de la fraternité Phi Gamma Delta, de la fraternité professionnelle Nu Sigma Nu et des francs-maçons.
Robins est décédé à l'âge de 85 ans à Lewiston le 20 septembre 1970 et est enterré au Lewis Clark Memorial Gardens à Lewiston.